# 野元義文
野元 義文（のもと よしふみ、1948年10月14日-）は、日本の起業家。
人生の軸を社会貢献に置き、主にエネルギー関連、環境問題の領域で活躍。